# Ричардс, Габриэль
Габриэль Энн Ричардс (англ. Gabrielle Ann Richards; род. 19 ноября 1984 года в Мельбурне, Виктория, Австралия) — австралийская профессиональная баскетболистка, которая выступала в женской национальной баскетбольной лиге. Играла на позиции тяжёлого форварда. Двукратная чемпионка женской НБЛ (2013 и 2014). В составе национальной команды Австралии стала бронзовым призёром чемпионата мира 2014 года в Турции.

## Ранние годы
Габриэль Ричардс родилась 19 ноября 1984 года в городе Мельбурн (штат Виктория) в семье Бэрри и Карен Ричардс, у неё есть две сестры, Женевьева и Мэделин.